# Eleição primária do Partido Republicano na Carolina do Norte em 2012
A eleição primária do Partido Republicano na Carolina do Norte em 2012 foi realizada em 8 de maio de 2012. A Carolina do Norte terá 55 delegados na Convenção Nacional Republicana.

## Resultados
| Mitt Romney              | 638.601                | 65,62%                 | 36 | 36 |    |
| Ron Paul                 | 108.217                | 11,12%                 | 6  | 6  |    |
| Rick Santorum (desistiu) | 101.093                | 10,39%                 | 6  | 6  |    |
| Newt Gingrich (desistiu) | 74.367                 | 7,64%                  | 4  | 4  |    |
| No preference            | 50.928                 | 5,23%                  |    |    |    |
| Unprojected delegates:   | Unprojected delegates: | Unprojected delegates: | 3  | 3  | 55 |
| Total:                   | 973.206                | 100,00%                | 55 | 55 | 55 |

| Obs: | Desistiu da disputa |